# T'way Air
T'way Air Co., Ltd. (em coreano: 티웨이항공; RR: Ti-wei Hanggong), anteriormente Hansung Airlines, é uma companhia aérea sul-coreana de baixo custo com sede em Seul. Em 2018, é a terceira maior transportadora de baixo custo coreana no mercado internacional, transportou 2,9 milhões de passageiros domésticos e 4,2 milhões de passageiros internacionais. Seu tráfego internacional quadruplicou nos últimos três anos, enquanto o tráfego doméstico cresceu apenas 12%.

## História

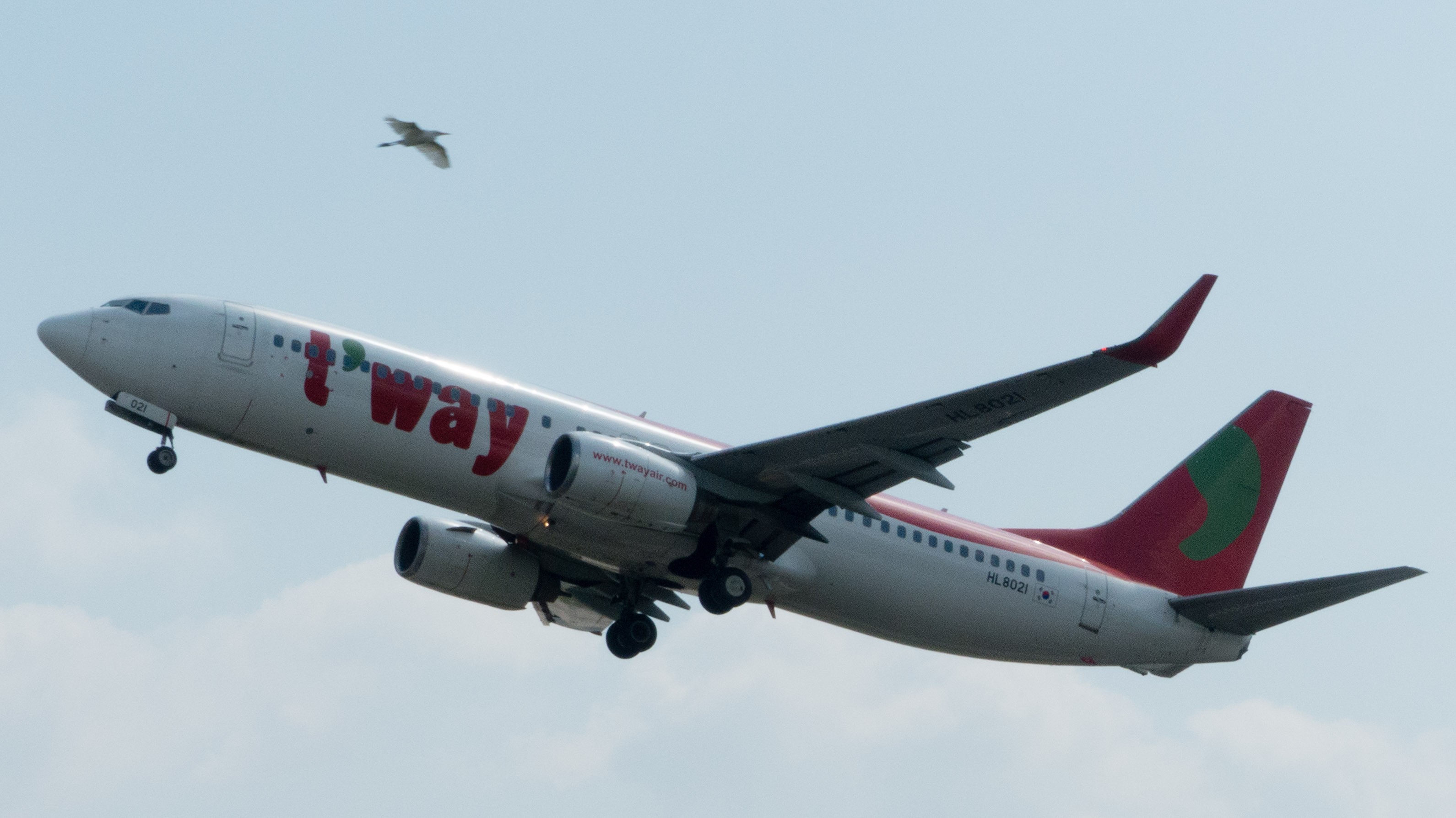
Um ex-Boeing 737-800 da T'way Air, em setembro de 2015.

A T'way Air começou como Hansung Airlines (em coreano: 한성항공), que começou a voar entre 2005 e 2008, após o que a empresa se reorganizou e renomeou em 2010. O "t" em t'way significa "juntos, hoje e amanhã".
A companhia aérea foi criada em 8 de agosto de 2010 com dois Boeing 737-800. No mês seguinte, a companhia aérea obteve um certificado de operador aéreo (COA) permitindo voos domésticos e iniciou as operações com serviços entre o Aeroporto Internacional de Gimpo e o Aeroporto Internacional de Jeju. No ano seguinte foi concedido um AOC para operações internacionais e em outubro lançou o primeiro serviço internacional, para Banguecoque. Em 2013, a companhia aérea obteve lucro pela primeira vez. Em novembro daquele ano, os serviços de carga foram lançados. Em março de 2014, a T'way Air apresentou sua sétima aeronave Boeing 737-800.

## Frota

### Frota atual

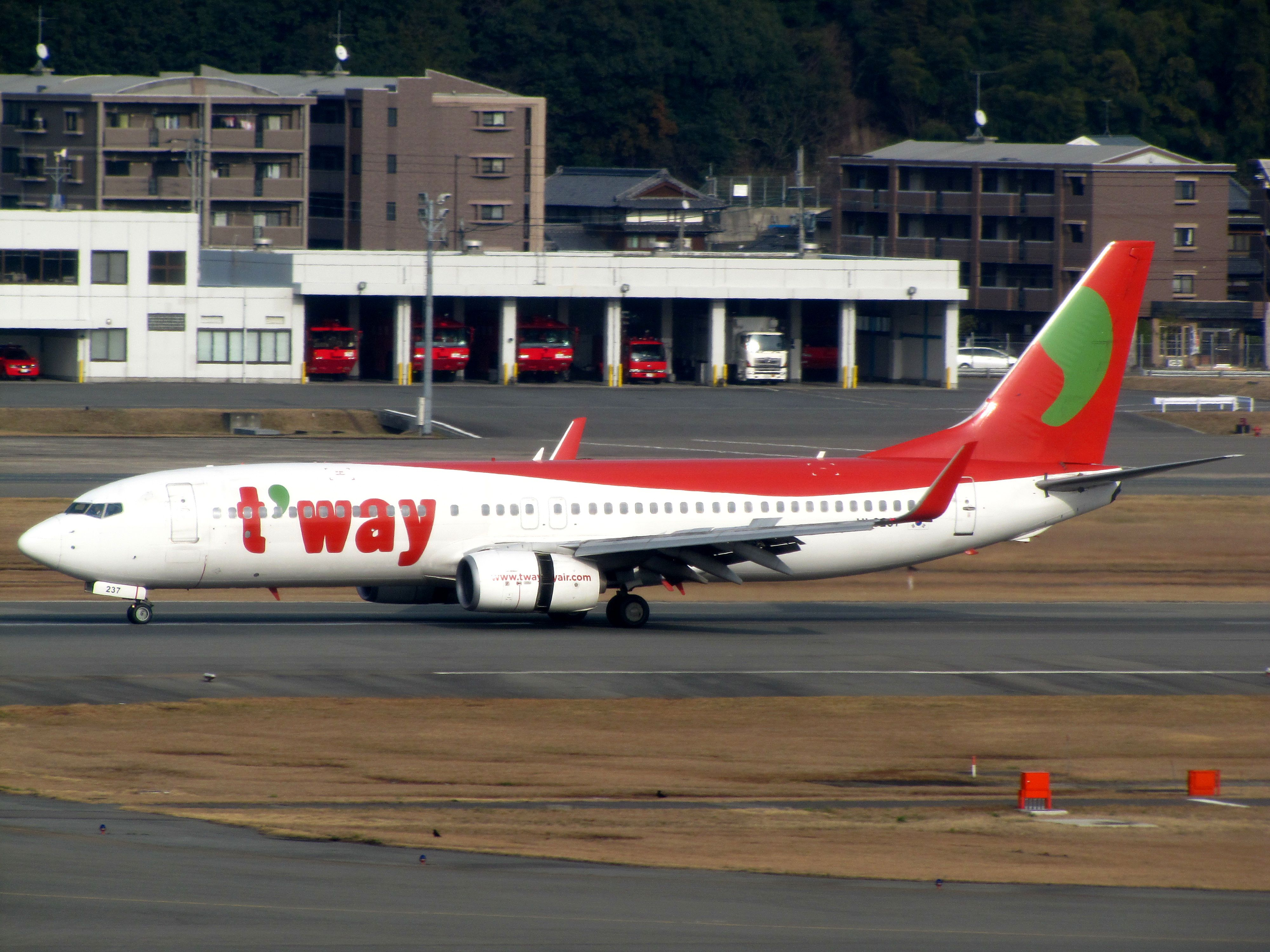
Um Boeing 737-800 da T'way Air, em fevereiro de 2012.

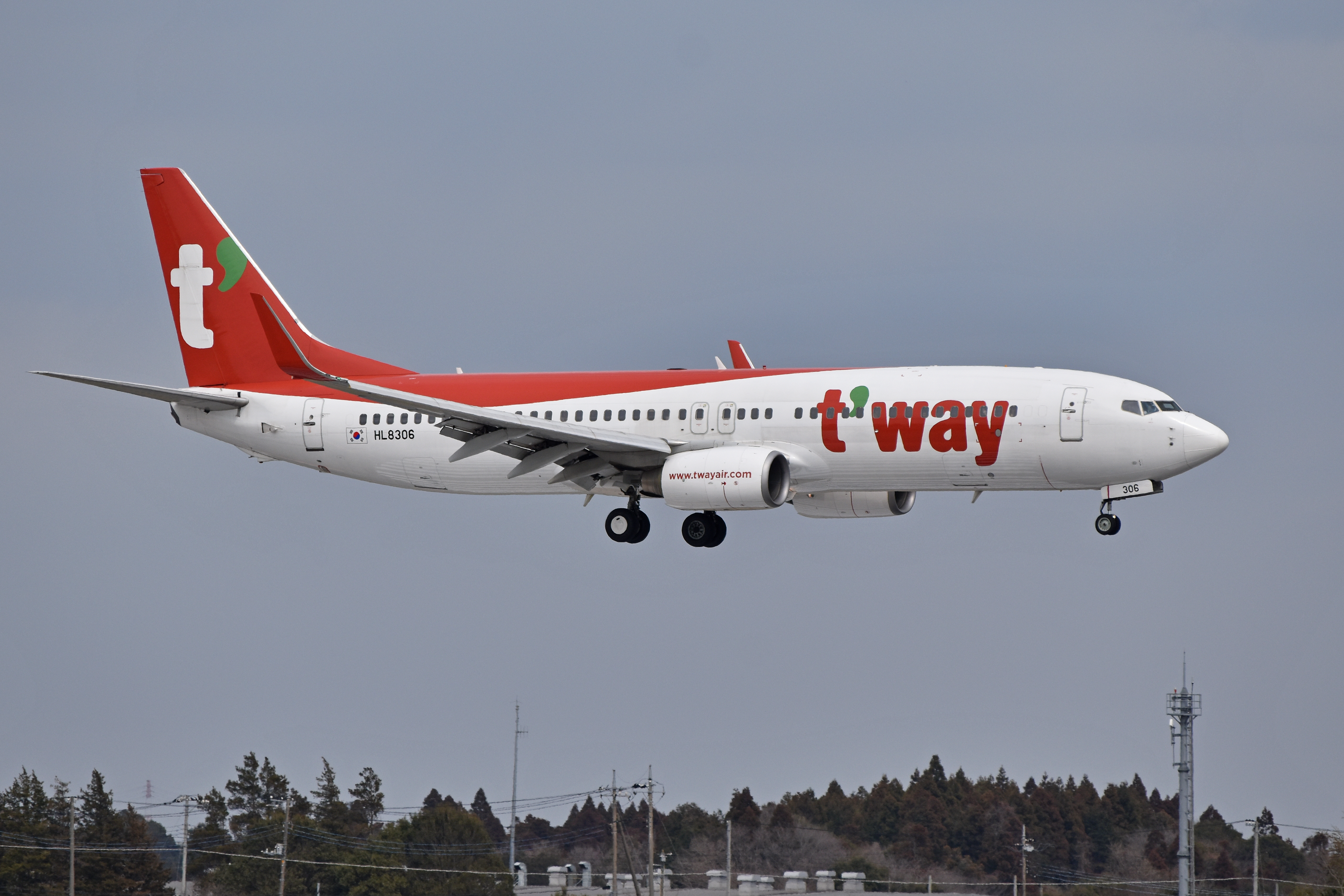
Um Boeing 737-800 da T'way Air, decolando do Aeroporto Internacional de Narita, em março de 2019.

A frota da T'way Air consiste nas seguintes aeronaves (Abril de 2022):
| Aeronaves        | Em Serviço | Ordens | Passageiros | Passageiros | Passageiros | Notas                               |
| Aeronaves        | Em Serviço | Ordens | C           | Y           | Total       | Notas                               |
| ---------------- | ---------- | ------ | ----------- | ----------- | ----------- | ----------------------------------- |
| Airbus A330-300  | 2          | 3      | 12          | 335         | 347         | Entregas a partir de 2022.          |
| Boeing 737-800   | 27         | —      | —           | 189         | 189         |                                     |
| Boeing 737 MAX 8 | —          | 10     | TBA         | TBA         | TBA         | Entregas adiadas até segunda ordem. |
| Total            | 28         | 14     |             |             |             |                                     |

### Frota histórica
A frota da T'way Air também consistiu nas seguintes aeronaves:
| Aeronaves      | Total | Notas |
| -------------- | ----- | ----- |
| Boeing 737-800 | 3     |       |
| Total          | 3     |       |